# Mala rombasta mišica
Mala rombasta mišica (latinsko musculus rhomboideus minor) je ploščata mišica hrbta. Izvira iz zadnjih dveh trnov vratnih vretenc, ter se skupaj z veliko rombasto mišico narašča na medialni rob lopatice.
Mala rombasta mišica sodeluje pri primikanju in notranji rotaciji lopatice ter retrakciji ramenskega obroča. Sodeluje tudi pri iztezanju prsnega dela hrbtenice.
Oživčuje jo živec dorsalis scapulae (C4 do C5).